# بخش سان کبیر ناگار
بخش سان کبیر ناگار (به انگلیسی: Sant Kabir Nagar district) یک منطقهٔ مسکونی در هند است که در Basti division واقع شده‌است. بخش سان کبیر ناگار ۱٬۶۴۶ کیلومتر مربع مساحت و ۱٬۷۱۵٬۱۸۳ نفر جمعیت دارد.